# Maia Sandu
Maia Sandu (Risipeni, 24 de maio de 1972) é uma política moldava e atual Presidente da Moldávia desde 24 de dezembro de 2020, sendo a primeira mulher a ocupar o cargo, foi também primeira-ministra da Moldávia de 8 de junho de 2019 até 14 de novembro de 2019, ministra da Educação de 2012 a 2015 e membro do Parlamento moldavo de 2014 a 2015 e novamente em 2019.

## Início de vida e carreira profissional
Sandu nasceu em 24 de maio de 1972 na comuna de Risipeni, localizada no distrito de Făleşti, na Moldávia Soviética. Em 1994, formou-se em administração na Academia de Estudos Econômicos da Moldávia (ASEM), em 1998, formou-se em relações internacionais na Academia de Administração Pública (AAP) em Quixinau. Em 2010, formou-se na John F. Kennedy School of Government na Universidade de Harvard. De 2010 a 2012, Sandu trabalhou como conselheira do diretor executivo do Banco Mundial em Washington, D.C. Sandu fala russo, espanhol e inglês, além de seu romeno nativo.
A candidata de 48 anos venceu o atual chefe de Estado do país, Igor Dodon, que é considerado pró-Rússia e obteve 44% da preferência. Dodon está no cargo desde dezembro de 2016, após ter derrotado a própria Sandu. Ele é independente, mas já foi membro dos partidos Comunista e Socialista.

## Carreira política
De 2012 a 2015, atuou como Ministra da Educação da Moldávia. Ela foi considerada em 23 de julho de 2015 pelo Partido Liberal Democrata como uma candidata a ser a próxima primeira-ministra da Moldávia, sucedendo Natalia Gherman e Chiril Gaburici.
Um dia depois de ser proposta por uma renovada coalizão pró-UE, Sandu definiu a saída do chefe do Banco Nacional da Moldávia, Dorin Drăguţanu e do procurador do Estado Corneliu Gurin como condições para sua aceitação do cargo. Em última análise, Valeriu Streleţ foi nomeado sobre Sandu pelo presidente da Moldávia.
Em 23 de dezembro de 2015. ela lançou uma plataforma În /pas/ Maia Sandu que mais tarde se tornou um partido político chamado Partidul Acţiune şi Solidaritate (Partido da Ação e Solidariedade).
Em 2016, Sandu foi o candidata pró-europeia nas eleições presidenciais moldávias. Concorrendo em uma plataforma de ação pró-UE, ela foi uma das duas candidatas que chegaram ao segundo turno da eleição.

## Presidência
Sandu foi empossada em 24 de dezembro de 2020 no Palácio da República. Durante a cerimônia, ela apelou para a unidade nacional, falando em russo, ucraniano, gagauz e búlgaro no final de suas observações. Milhares de seus apoiadores a cumprimentaram do lado de fora do palácio entoando slogans como "Maia Sandu e o povo!" e "O povo te ama!". Após a cerimônia, ela encontrou Dodon no Palácio Presidencial, para uma cerimônia na qual Dodon transferiu oficialmente o poder para ela. No mesmo dia, ela se encontrou com o primeiro-ministro Ion Chicu.
A 3 de outubro de 2023, foi agraciada com o grau de Grande-Colar da Ordem do Infante D. Henrique, de Portugal.